# George P. Wilbur
George Peter Wilbur (ur. 6 marca 1941, zm. 1 lutego 2023) – amerykański kaskader i aktor.
Pracuje w branży filmowej od połowy lat 60. XX wieku. W początkowym etapie swojej kariery kolaborował z Johnem Wayne’em. Sławę przyniosła mu rola Michaela Myersa w dwóch filmach z serii Halloween – Powrocie- (1988) i Przekleństwie Michaela Myersa (1995).
W 2001 roku podczas World Stunt Awards zdobył nominację do nagrody Taurus za sceny kaskaderskie do Gniewu oceanu (2000).
Był członkiem Hollywood Stuntmen’s Hall of Fame.